# Jules Sales
Jules Sales (Brussel, 23 juni 1875 - onbekend) was een Belgisch wielrenner. Hij was beroepsrenner van 1901 tot 1914 en werd in 1904 Belgisch kampioen in Brussel.

## Belangrijkste overwinningen
1903
- Lille

1904
- Nationaal kampioenschap op de weg, Elite

1909
- Momalle

## Resultaten in voornaamste wedstrijden
| Jaar | Ronde van Italië | Ronde van Frankrijk | Ronde van Spanje |
| ---- | ---------------- | ------------------- | ---------------- |
| 1902 |                  |                     |                  |
| 1903 |                  | opgave              |                  |
| 1904 |                  | opgave              |                  |
| 1905 |                  |                     |                  |
| 1913 |                  | opgave              |                  |

| Jaar | Parijs-Roubaix |
| ---- | -------------- |
| 1902 | 20e            |
| 1903 |                |
| 1904 |                |
| 1905 | 12e            |
| 1913 |                |

## Ploegen
- 1904 - Sales Cycles